# جئووانی خارا
جئووانی خارا (اسپانیایی: Geovanny Jara‎؛ زادهٔ ۲۰ ژوئیهٔ ۱۹۶۷) بازیکن فوتبال اهل کاستاریکا بود.
وی همچنین در تیم ملی فوتبال کاستاریکا بازی کرده‌است.